# Aspres-sur-Buëch (tổng)
Tổng Aspres-sur-Buëch là một tổng ở tỉnh Hautes-Alpes trong vùng Provence-Alpes-Côte d'Azur.

## Địa lý
Tổng này được tổ chức xung quanh Aspres-sur-Buëch thuộc quận Gap. Độ cao thay đổi từ 696 m (Aspremont) đến 2 365 m (Saint-Julien-en-Beauchêne) với độ cao trung bình 859 m.

## Hành chính
| Giai đoạn | Ủy viên          | Đảng | Tư cách |
| --------- | ---------------- | ---- | ------- |
| 2008-2014 | Jean-Luc Lombard | DVD  |         |
| 2001-2008 | Jean-Luc Lombard | DVD  |         |

## Các đơn vị cấp dưới
Le canton d'Aspres-sur-Buëch gồm 8 xã với dân số là 1 703 người (điều tra năm 1999, dân số không tính trùng)
| Xã                        | Dân số | Mã bưu chính | Mã insee |
| ------------------------- | ------ | ------------ | -------- |
| Aspremont                 | 238    | 05140        | 05008    |
| Aspres-sur-Buëch          | 762    | 05140        | 05010    |
| La Beaume                 | 140    | 05140        | 05019    |
| La Faurie                 | 231    | 05140        | 05055    |
| La Haute-Beaume           | 10     | 05140        | 05066    |
| Montbrand                 | 64     | 05140        | 05080    |
| Saint-Julien-en-Beauchêne | 108    | 05140        | 05146    |
| Saint-Pierre-d'Argençon   | 150    | 05140        | 05154    |

## Biến động dân số
| 1962                                                     | 1968  | 1975  | 1982  | 1990  | 1999  |
| -------------------------------------------------------- | ----- | ----- | ----- | ----- | ----- |
| 1 529                                                    | 1 740 | 1 568 | 1 634 | 1 648 | 1 703 |
| Nombre retenu à partir de 1962 : dân số không tính trùng |       |       |       |       |       |